# Rattus bontanus
Rattus bontanus är en däggdjursart som beskrevs av Thomas 1921. Rattus bontanus ingår i släktet råttor, och familjen råttdjur. IUCN kategoriserar arten globalt som otillräckligt studerad. Inga underarter finns listade i Catalogue of Life. Arten listades tidvis i släktet Taeromys.
Denna råtta förekommer på södra Sulawesi. Den vistas främst i regioner som ligger 600 till 2500 meter över havet. Habitatet utgörs av bergsskogar och andra skogar. Troligen besöker arten kokospalmodlingar.